# Distrikt Bukwo
Bukwo ist ein Distrikt in Ostuganda. Die Hauptstadt des Distrikts ist Bukwo.

## Lage
Der Distrikt Bukwo grenzt im Norden an den Distrikt Amudat, im Osten und Süden an Kenia und im Westen und Nordwesten an den Distrikt Kween.

## Demografie
2014 lebten 89.356 Menschen in Bukwo, der Distrikt umfasst eine Fläche von 560,1 Quadratkilometern. Die Bevölkerungszahl wird für 2020 auf 119.100 geschätzt. Davon lebten im selben Jahr 13,8 Prozent in städtischen Regionen und 86,2 Prozent in ländlichen Regionen.
| Zensusjahr | Einwohnerzahl |
| ---------- | ------------- |
| 1991       | 30.692        |
| 2002       | 48.952        |
| 2014       | 89.356        |

## Wirtschaft
Die wichtigsten wirtschaftlichen Aktivitäten im Distrikt sind Subsistenzlandwirtschaft und Tierhaltung. Viele der Einwohner des Distrikts Bukwo leben in bitterer Armut. Eine Belastung ist auch die anhaltende Unsicherheit aufgrund von Überfällen mit Viehdiebstahl durch ethnische Gruppen aus Karamoja im Nordosten Ugandas sowie durch Turkana und Pokot aus dem benachbarten Kenia.

## Söhne und Töchter
- Rebecca Cheptegei (1991–2024), ugandische Leichtathletin.